# Női 400 méteres gyorsúszás az 1958-as úszó-Európa-bajnokságon
Az 1958-as úszó-Európa-bajnokságon a női 400 méteres gyorsúszás selejtezőit szeptember 3-án tartották. A döntőt szeptember 4-én rendezték. A versenyszámban 17-en indultak.
A magyar indulók, Frank Mária és Egerváry Márta a selejtezőben kiestek.

## Rekordok
|              | Név             | Nemzet     | Idő    | Helyszín   | Dátum                |
| ------------ | --------------- | ---------- | ------ | ---------- | -------------------- |
| Világcsúcs   | Lorraine Crapp  | Ausztrália | 4:47,2 | Sydney     | 1956. október 20.    |
| Európa-csúcs | Ragnhild Hveger | Dánia      | 5:00,1 | Koppenhága | 1940. szeptember 15. |

A versenyen új rekord született:
| Európa-bajnoki csúcs | selejtező | Hollandia Jane Koster | 5:05,2 | Budapest, Magyarország | szeptember 3. |
| Európa-bajnoki csúcs | döntő     | Hollandia Jane Koster | 5:02,6 | Budapest, Magyarország | szeptember 4. |

## Eredmény

### Selejtezők
| Helyezés | Futam | Név                 | Nemzet             | Idő    | Megj.  |
| -------- | ----- | ------------------- | ------------------ | ------ | ------ |
| 1.       | 2     | Jane Koster         | Hollandia          | 5:05,2 | Q, ERC |
| 2.       | 1     | Nancy Rae           | Egyesült Királyság | 5:11,3 | Q      |
| 3.       | 3     | Corrie Schimmel     | Hollandia          | 5:12,1 | Q      |
| 4.       | 1     | Karin Larsson       | Svédország         | 5:15,9 | Q      |
| 5.       | 3     | Ulvi Voog           | Szovjetunió        | 5:18,6 | Q      |
| 6.       | 3     | Welleda Veschi      | Olaszország        | 5:19,3 | Q      |
| 7.       | 1     | Héda Frost          | Franciaország      | 5:19,7 | Q      |
| 8.       | 3     | Christl Werther     | NSZK               | 5:19,9 | Q      |
| 9.       | 2     | Frank Mária         | Magyarország       | 5:21,7 |        |
| 10.      | 2     | Elsbeth Ferguson    | Egyesült Királyság | 5:23,9 |        |
| 11.      | 2     | Brigitta Segerström | Svédország         | 5:27,0 |        |
| 12.      | 1     | Ursula Winkler      | NSZK               | 5:27,3 |        |
| 13.      | 2     | Růžena Marková      | Csehszlovákia      | 5:30,3 |        |
| 14.      | 3     | Jutta Olbrichts     | NDK                | 5:30,7 |        |
| 15.      | 3     | Alessandra Valle    | Olaszország        | 5:30,9 |        |
| 16.      | 2     | Egerváry Márta      | Magyarország       | 5:31,4 |        |
| 17.      | 1     | Sigrid Meisgeier    | NDK                | 5:42,7 |        |

### Döntő
| Helyezés | Pálya | Név             | Nemzet             | Idő    | Megj. |
| -------- | ----- | --------------- | ------------------ | ------ | ----- |
|          | 4     | Jane Koster     | Hollandia          | 5:02,6 | ECR   |
|          | 3     | Corrie Schimmel | Hollandia          | 5:02,6 |       |
|          | 5     | Nancy Rae       | Egyesült Királyság | 5:07,7 |       |
| 4.       | 2     | Ulvi Voog       | Szovjetunió        | 5:13,8 |       |
| 5.       | 6     | Karin Larsson   | Svédország         | 5:16,3 |       |
| 6.       | 7     | Welleda Veschi  | Olaszország        | 5:20,5 |       |
| 7.       | 1     | Héda Frost      | Franciaország      | 5:21,2 |       |
| 8.       | 8     | Christl Werther | NSZK               | 5:26,5 |       |